# Ramon Casanova i Danés
Ramon Casanova i Danés (Campdevànol, 1892 — Barcelona, 1968), enginyer, empresari, polític i inventor. Germà de la filòloga, poetessa, mestra i traductora Concepció Casanova i Danés. Introductor de les tècniques d'estampació d'acer i de la fabricació d'acer inoxidable, i inventor del pulsoreactor, precursor del motor de reacció.
L'any 2013 es va recordar la seva vida i obra amb una exposició itinerant anomenada “Ramon Casanova i Danés. 1892/1968. El boig de l'Hispano”; Es va presentar a Ripoll com a manifestació inicial de Ripoll Capital de la Cultura Catalana 2013 i s'exposà al Museu Etnogràfic entre el 27 de gener i el 15 d'abril d'aquell any. Posteriorment es va poder veure al Palau Robert de Barcelona (15 maig, 31 agost), al Museu Nacional de la Ciència i la Tècnica de Catalunya, a Terrassa, la Casa de Cultura de Girona i Campdevànol.

## Obra
Casanova introduí al país les tècniques d'estampació de l'acer (Ripoll, 1916) i la fabricació d'acers inoxidables (1916-18), i juntament amb el seu pare, Damià Casanova i Costa, transformà la farga familiar en una gran empresa metal·lúrgica moderna, que instal·là a Ripoll la secció de forja per estampació en la fabricació de peces per als motors de la Hispano-Suïssa. Constitueix un exemple d'innovació, emprenedoria i reconversió industrial, però també de continuïtat: de l'antiga farga Grau de Cal Ventolà (1872), a la Farga Casanova (1924), adquirida posteriorment per la Generalitat— i que avui gestiona l'empresa pública Comforsa–, que actualment exporta el 90% de la seva producció de forjats i peces d'acer a multinacionals de tot el món.
Apassionat de l'aviació, el 1913 inicia els treballs pensant en les turbines de gas com a sistema de propulsió a reacció sense compressor per a substituir les hèlix. En construeix una que funciona amb acetilè. Els resultats no foren positius. La solució fou una idea senzilla, però revolucionària: suprimir intermediaris i provocar la reacció de la massa gasosa sobre aire aportat directament, és a dir, aprofitar la reacció de l'aire originada per una explosió provocada dins un cilindre, per tal que el vehicle avancés. Aquest cilindre on es produiria l'explosió seria un reactor. Simplifica al màxim les peces respecte de les altres versions de combustió i dona cos a l'enginy, tant físicament com energèticament. Estudia la solució del combustible ideal, la dosificació, les posicions d'encesa, etc. Executa diverses experiències amb acetilè, benzina i altres carburants. El 1917 assajà i patentà un reactor aplicable als automòbils i als avions: es tractava d'un estatoreactor per pulsacions, o pulsoreactor, que s'engegava amb acetilè i que podia funcionar amb benzina; Havia de dedicar tems a la fàbrica del seu pare i el cost dels prototips de passa ja les seves possibilitats. Deixa constància del seu invent a La Veu de Catalunya (23 juny 1919) i La Publicitat (9 juny 1928), i la patent del 18 de setembre de 1917.

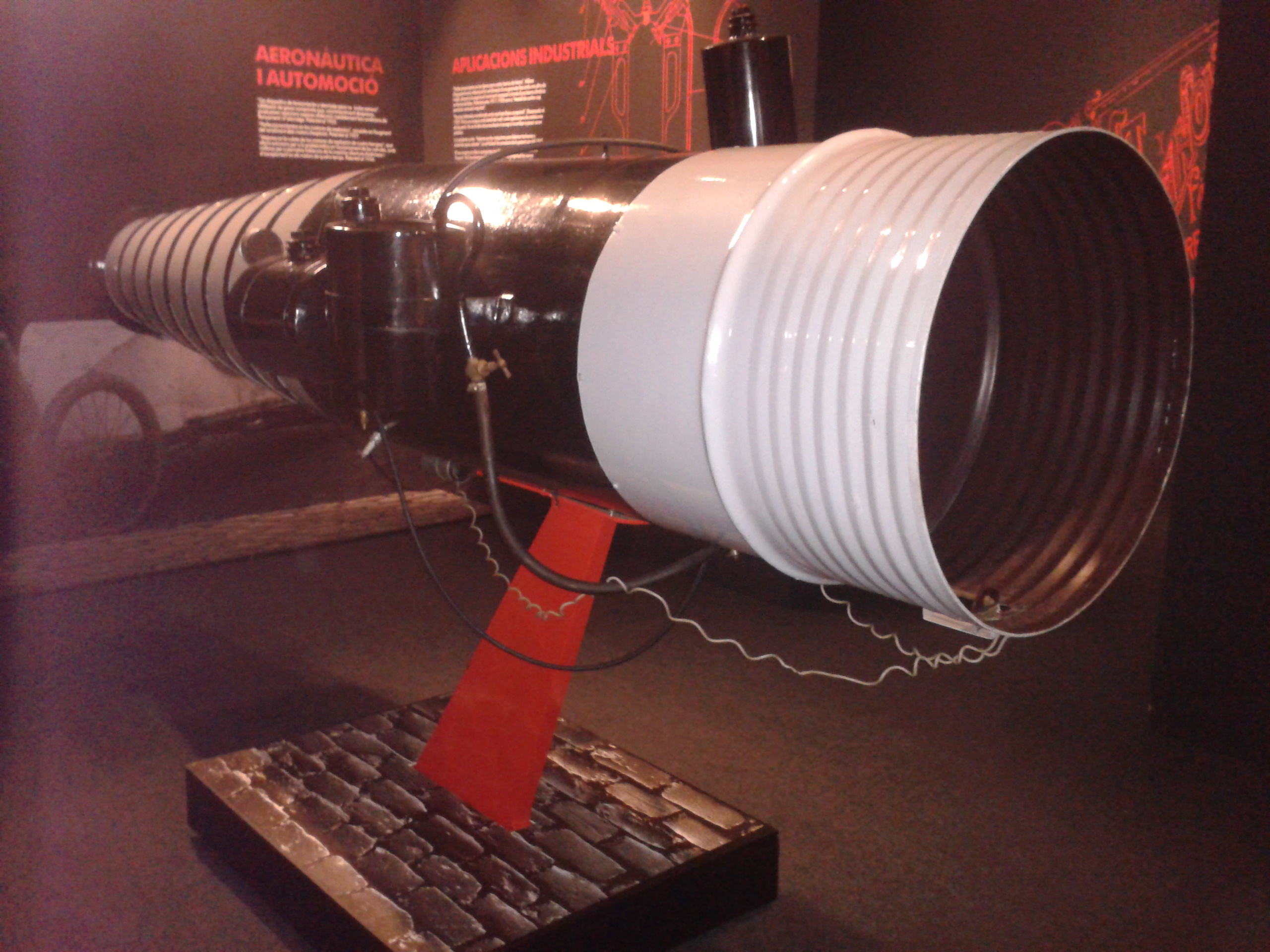
Reproducció del Pulsoreactor
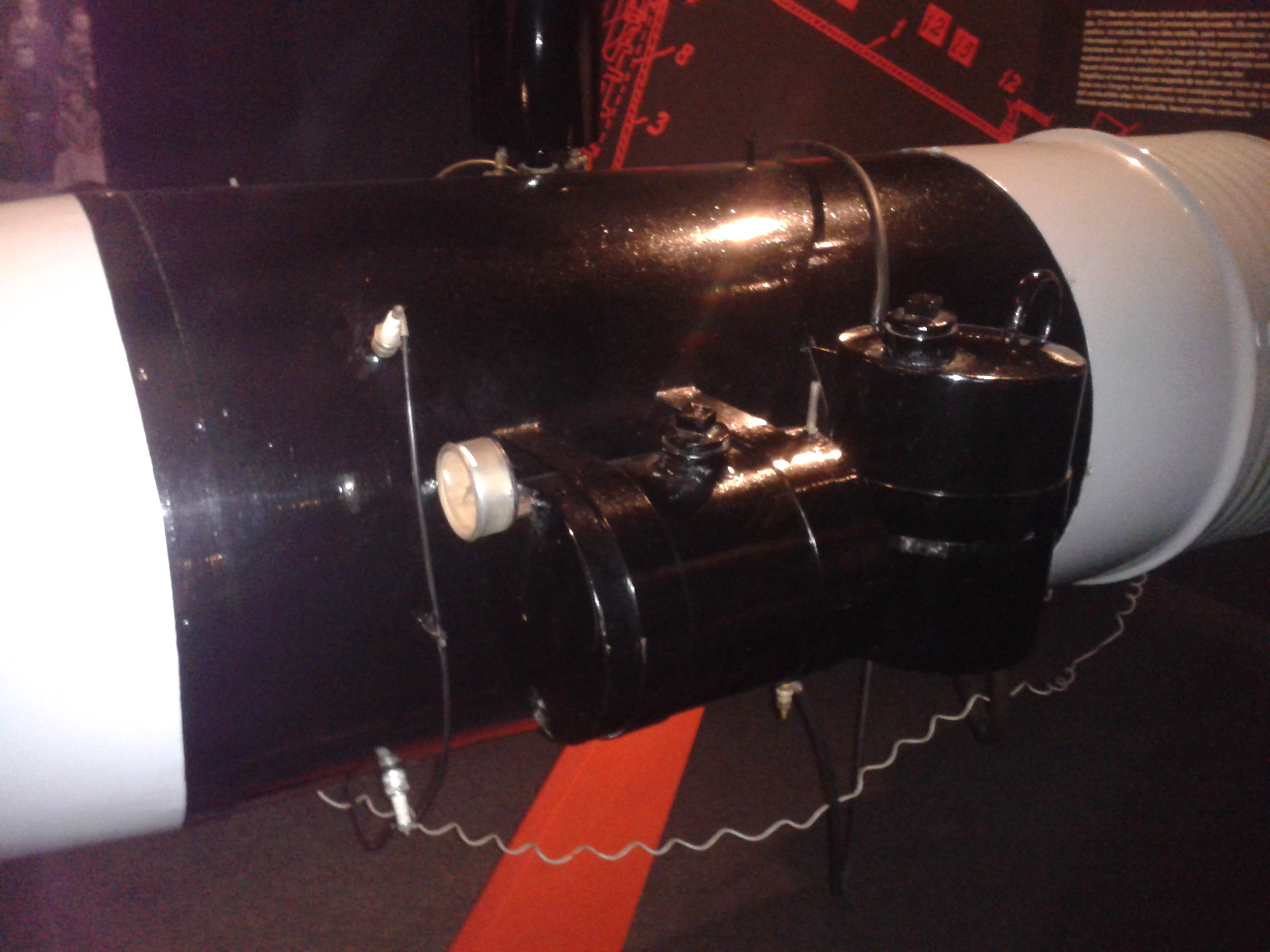
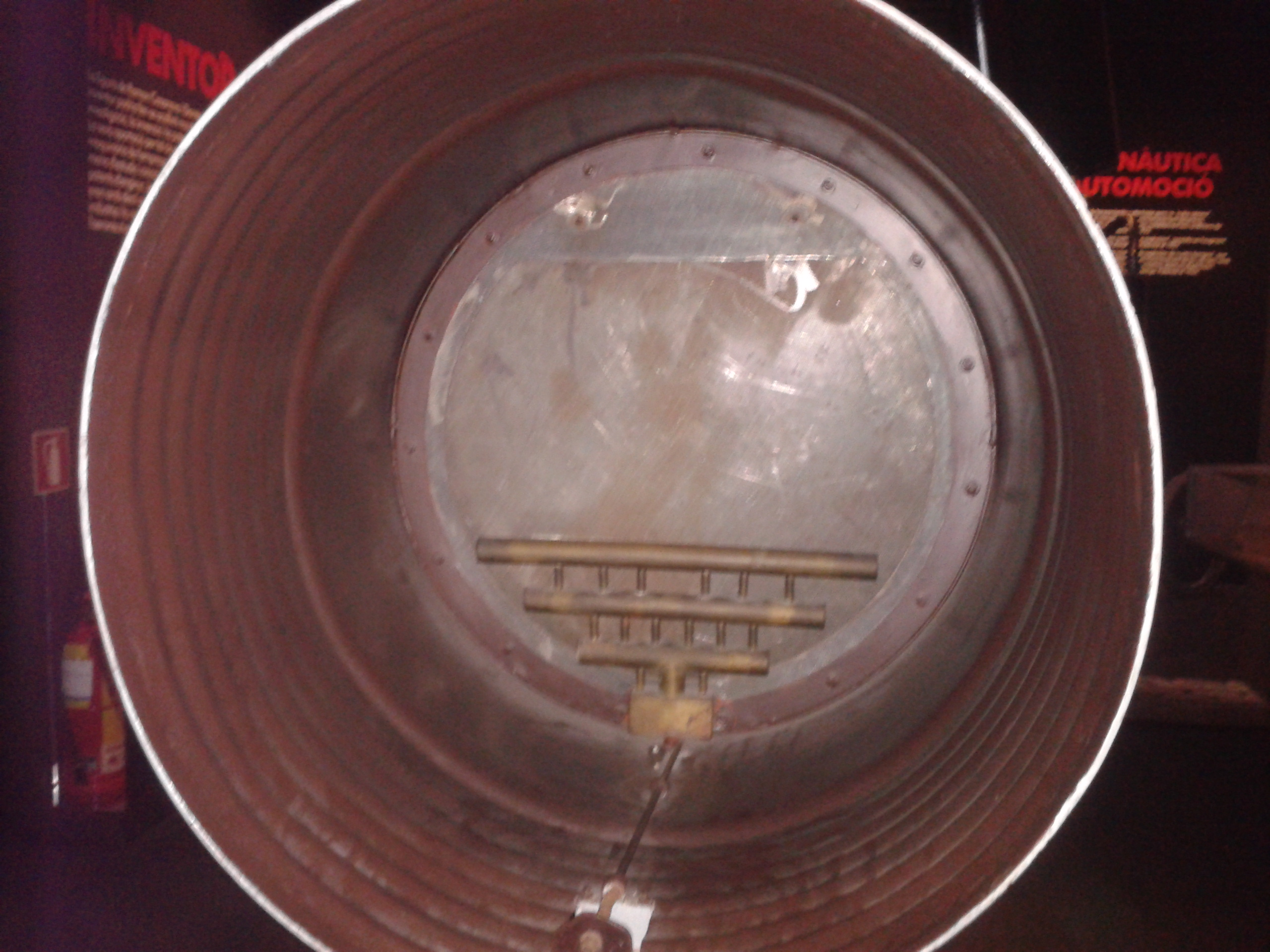

La concepció i les dimensions crítiques del pulsoreactor de Casanova són sorprenentment semblants a les de l'equip propulsor de les V-1 («vergeltungswaffe», arma de venjança) alemanyes (1944). Una que no arribà a explotar permet analitzar-ne el mecanisme als aliats. Ramon Casanova accedeix a la premsa anglesa, on veu amb perplexitat que el sistema de propulsió de les V-1 era com el del seu disseny, només perfeccionat per la velocitat del sistema de llançament mitjançant rampes. Durant la invasió de França els alemanys s'apoderaren de la documentació a diversos indrets on Casanova treballà durant el seu exili, com per exemple la Societé Nationale Aeronautique du Midi, a Tolosa de Llenguadoc (Occitània), on mostrà els seus plànols i idees a diversa gent i institucions. El 1943, amb França ja ocupada, tornà de l'exili i s'instal·là a Barcelona. Actualment es pot veure una reproducció del pulsoreactor de Casanova al Museu de la Ciència i de la Tècnica de Catalunya.
La seva capacitat d'iniciativa, talent i visió de futur el van portar a executar diversos projectes. Les seves inquietuds no es van cenyir solament a l'àmbit professional, sinó que van abastar camps com el catalanisme polític, els esports o la literatura. De la trajectòria política cal destacar la fidelitat a uns ideals catalanistes i demòcrates, més que a una formació política concreta. Fou membre fundador d'Acció Catalana i organitzador del primer aplec d'aquest partit a Ripoll (1922); durant la República prengué posicions més socialitzants. També participà en la Unió Socialista de Catalunya o Palestra.
Les seves invencions i el comportament avançat al seu temps van valdre-li el sobrenom d' “El boig de l'Hispano”. “Boig” pel fet de destacar i de “l'Hispano” per viure al barri de Sorribes, unes cases situades davant de l'actual Comforsa (nom actual de l'empresa) de Campdevànol i que es coneixen amb aquest nom perquè la Farga Casanova treballava per a la mítica empresa de motors i automòbils.

## Reconeixement internacional
Ramon Casanova, un dels precursors dels motors de reacció, ha aconseguit el reconeixement internacional amb un espai d'exposició permanent al Museu del Marshal Space and Rocket Center de la NASA, a Hunstville, Alabama (Estats Units), que el considera un dels pioners de l'aeronàutica moderna per haver construït i patentat un estatoreactor o motor de reacció el 1917, molts anys abans que els alemanys fessin servir aquest sistema de propulsió per a les seves bombes volants V-1.

## Obra escrita
L'obra escrita de Ramon Casanova Danés cal destacar «L'hora patronal» (1920) i «L'arrancada». Dos testimonis del pensament social resultat d'un temps, per mitjà dels quals analitzem el seu discurs, en el qual la ciència i la religió configuren una mirada molt personal de la societat, construint una tecnòpolis menestralista, orgànica, innovadora, tecnocràtica i meritòria que feien un contrapunt les innovacions organitzatives de F. W. Taylor (taylorisme) i Henry Ford (fordisme).
Col·laborà a La Veu de Catalunya i La Publicitat i en diverses revistes culturals i polítiques del Ripollès (p. ex. Scriptòrium) amb el pseudònim de Bern. Durant la Segona Guerra Mundial tradueix al català «On Liberty» de John Stuart Mill (Sobre la llibertat, hi ha edició catalana de Lluís Flaquer, ed. Laia, 1983), i que restarà inèdita, com tants altres projectes de l'autor.